# گی ینگ چانگ گوجوسان
پادشاه گی یِنگ چانگ هفتمین پادشاه گیجا چوسان بود. او از ۹۶۸ قبل از میلاد تا ۹۵۷ قبل از میلاد سلطنت کرد. نام واقعی او جانگ (هانگول: 장، هانجا: 莊) بود. بعد از او هیونگ پیونگ به سلطنت رسید.